# パトリシオ・ピットブル
パトリシオ・ピットブル（Patrício Pitbull、1987年7月7日 - ）は、ブラジルの総合格闘家。リオグランデ・ド・ノルテ州ナタル出身。ブラック・ハウス/ピットブル・ブラザーズ所属。UFC世界フェザー級ランキング11位。元Bellator世界フェザー級王者。元Bellator世界ライト級王者。Bellator世界二階級制覇王者。Bellator史上2人目の二階級同時王者。同じ「ピットブル」の愛称で知られる総合格闘家のパトリッキー・"ピットブル"・フレイレは実兄。

## 来歴
10歳からブラジリアン柔術を始め、10代の頃からシュートボクセ・アカデミーでヴァンダレイ・シウバやマウリシオ・ショーグンらのスター選手とトレーニングを積んだ。2004年3月、16歳で総合格闘技デビュー。

### Bellator
2010年4月22日、Bellator初参戦となったBellator 15のフェザー級トーナメント1回戦でウィリアム・ロメロと対戦し、ヒールフックで1R一本勝ち。5月13日、Bellator 18のフェザー級トーナメント準決勝でウィルソン・ヘイスと対戦し、3-0の判定勝ち。6月24日、Bellator 23のフェザー級トーナメント決勝でジョー・ウォーレンと対戦し、1-2の判定負け。キャリア初黒星を喫した。
2011年3月19日、Bellator 37のフェザー級トーナメント1回戦でジョージ・カラカニヤンと対戦し、パウンドで3RTKO勝ち。4月16日、Bellator 41のフェザー級トーナメント準決勝でウィルソン・ヘイスと対戦し、スタンドパンチ連打で3RKO勝ち。5月21日、Bellator 45のフェザー級トーナメント決勝でダニエル・ストラウスと対戦し、3-0の判定勝ち。トーナメント優勝を果たした。
2013年1月17日、Bellator 85のBellator世界フェザー級タイトルマッチで王者パット・カランと対戦し、1-2の5R判定負け。王座獲得に失敗した。
2013年9月13日、Bellator 99のフェザー級トーナメント1回戦でディエゴ・ヌネスと対戦し、左フックで1RKO勝ち。10月11日、Bellator 103のフェザー級トーナメント準決勝でファブリシオ・グェレーロと対戦し、3-0の判定勝ち。11月15日、Bellator 108のフェザー級トーナメント決勝でジャスティン・ウィルコックスと対戦し、パウンドで1RTKO勝ち。2度目のトーナメント優勝を果たした。

#### Bellator世界フェザー級王座獲得
2014年9月5日、Bellator 123のBellator世界フェザー級タイトルマッチで王者パット・カランと再戦し、3-0の5R判定勝ち。王座獲得に成功し、約1年8ヶ月越しのリベンジに成功した。
2015年1月16日、Bellator 132のBellator世界フェザー級タイトルマッチで挑戦者ダニエル・ストラウスと再戦し、リアネイキッドチョークで4R一本勝ち。王座の初防衛に成功した。
2015年6月19日、Bellator 138のBellator世界フェザー級タイトルマッチで挑戦者ダニエル・ウェイチェルと対戦し、左フックで2RKO勝ち。2度目の王座防衛に成功した。

#### Bellator世界フェザー級王座陥落
2015年11月6日、Bellator 145のBellator世界フェザー級タイトルマッチで挑戦者ダニエル・ストラウスとラバーマッチを行い、0-3の5R判定負け。王座から陥落した。

#### Bellator世界フェザー級王座奪還
2017年4月21日、Bellator 178のBellator世界フェザー級タイトルマッチで王者ダニエル・ストラウスと通算4度目の対戦を行い、ギロチンチョークで2R一本勝ち。王座奪還に成功した。
2018年7月14日、Bellator 203のBellator世界フェザー級タイトルマッチで挑戦者ダニエル・ウェイチェルと再戦し、2-1の5R判定勝ち。王座の初防衛に成功した。
2018年11月15日、Bellator 209のBellator世界フェザー級タイトルマッチで挑戦者エマニュエル・サンチェスと対戦し、3-0の5R判定勝ち。2度目の王座防衛に成功した。

#### Bellator世界ライト級王座獲得・二階級制覇
2019年5月11日、Bellator 221のBellator世界ライト級タイトルマッチで過去に兄パトリッキーをKOしているライト級王者マイケル・チャンドラーと対戦し、右フックでダウンを奪いパウンドで1RTKO勝ち。フェザー級に次いでライト級王座の獲得に成功し、ジョー・ウォーレン、ライアン・ベイダーに続いてBellator史上3人目となる二階級制覇を達成した。また、二階級の王座を同時に保持したのは、ライアン・ベイダーに続いてBellator史上2人目となった。
2019年9月28日、Bellator 228のフェザー級ワールドグランプリ1回戦として行われたBellator世界フェザー級タイトルマッチで挑戦者フアン・アーチュレッタと対戦し、3-0の5R判定勝ち。3度目の王座防衛に成功するとともに準々決勝へ進出した。
2020年11月12日、Bellator 252のフェザー級ワールドグランプリ準々決勝として行われたBellator世界フェザー級タイトルマッチで挑戦者ペドロ・カルバーリョと対戦し、左フックで1RKO勝ち。4度目の王座防衛に成功するとともに準決勝へ進出した。
2021年4月2日、Bellator 255のフェザー級ワールドグランプリ準決勝として行われたBellator世界フェザー級タイトルマッチでフェザー級ランキング2位の挑戦者エマニュエル・サンチェスと再戦し、ギロチンチョークで1Rテクニカル一本勝ち。5度目の王座防衛に成功するとともに決勝へ進出した。

#### Bellator世界フェザー級王座陥落
2021年7月31日、Bellator 263のフェザー級ワールドグランプリ決勝として行われたBellator世界フェザー級タイトルマッチでフェザー級ランキング1位の挑戦者AJ・マッキーと対戦し、ギロチンチョークで1Rテクニカル一本負け。フェザー級王座から陥落するとともに、準優勝に終わった。

#### Bellator世界ライト級王座返上
2021年10月6日、フェザー級王座奪還とAJ・マッキーへのリベンジに専念すること、また兄パトリッキーがライト級ランキング1位であることなどを考慮してライト級王座を返上することを発表した。

#### Bellator世界フェザー級王座返り咲き
2022年4月15日、Bellator 277のBellator世界フェザー級タイトルマッチで王者AJ・マッキーと再戦し、3-0の5R判定勝ち。雪辱を果たすとともに王座返り咲きに成功した。
2022年10月1日、Bellator 286のBellator世界フェザー級タイトルマッチでフェザー級ランキング2位のアダム・ボリッチと対戦し、3-0の5R判定勝ち。王座の初防衛に成功した。
2022年12月31日、RIZIN初参戦となったRIZIN.40のRIZIN×BELLATOR全面対抗戦・副将戦で第3代RIZINフェザー級王者クレベル・コイケと対戦し、3-0の判定勝ち。
2023年6月16日、Bellator 297のBellator世界バンタム級タイトルマッチで一階級下のBellator世界バンタム級王者セルジオ・ペティスに挑戦し、0-3の5R判定負け。王座獲得に失敗し、三階級制覇とはならなかった。
2023年7月30日、超RIZIN.2で鈴木千裕と70kg契約で対戦し、1Rに鈴木の左フックをテンプルに浴びてぐらつくと、右ストレートでKO負けを喫した。
2024年2月24日、PFLが昨年買収したBellatorとの共同開催となったPFL vs. BellatorでPFL2023フェザー級王者のヘスス・ピネドと対戦予定だったが、ピネドが諸事情により欠場を余儀なくされ代役としてPFL2023フェザー級準優勝のガブリエル・ブラガと対戦することとなったが、同じく総合格闘家でもある父親のディエゴ・ブラガが民兵隊員と誤解したギャングに殺害されたショックで計量を欠席したため試合が中止となった。
2024年3月22日、Bellator Champions Series: BelfastのBellator世界フェザー級タイトルマッチでフェザー級ランキング2位のジェレミー・ケネディと対戦し、パンチ連打で3RTKO勝ち。2度目の防衛に成功した。

## 人物・エピソード
- 既婚者であり、男児が2人いる。

## 戦績
| 総合格闘技 戦績 | 総合格闘技 戦績 | 総合格闘技 戦績 | 総合格闘技 戦績 | 総合格闘技 戦績 | 総合格闘技 戦績 | 総合格闘技 戦績 |
| --------------- | --------------- | --------------- | --------------- | --------------- | --------------- | --------------- |
| 45 試合         | (T)KO           | 一本            | 判定            | その他          | 引き分け        | 無効試合        |
| 37 勝           | 12              | 12              | 13              | 0               | 0               | 0               |
| 8 敗            | 2               | 1               | 5               | 0               | 0               | 0               |

| 勝敗 | 対戦相手                     | 試合結果                          | 大会名 | 開催年月日     |
|      | ローゼン・ケイタ             | 試合前                            | UFC Fight Night: Imavov vs. Borralho                                                                                     | 2025年9月6日   |
| ○    | ダン・イゲ                   | 5分3R終了 判定3-0                 | UFC 318: Holloway vs. Poirier 3                                                                                          | 2025年7月19日  |
| ×    | ヤイール・ロドリゲス         | 5分3R終了 判定0-3                 | UFC 314: Volkanovski vs. Lopes                                                                                           | 2025年4月12日  |
| ○    | ジェレミー・ケネディ         | 3R 4:07 TKO（スタンドパンチ連打） | Bellator Champions Series: Belfast 【Bellator世界フェザー級タイトルマッチ】                                              | 2024年3月22日  |
| ×    | 鈴木千裕                     | 1R 2:32 KO（右ストレート）        | 超RIZIN.2 | 2023年7月30日  |
| ×    | セルジオ・ペティス           | 5分5R終了 判定0-3                 | Bellator 297: Nemkov vs. Romero 【Bellator世界バンタム級タイトルマッチ】                                                 | 2023年6月16日  |
| ○    | クレベル・コイケ             | 5分3R終了 判定3-0                 | RIZIN.40 【RIZIN×BELLATOR全面対抗戦 副将戦】                                                                             | 2022年12月31日 |
| ○    | アダム・ボリッチ             | 5分5R終了 判定3-0                 | Bellator 286: Pitbull vs. Borics 【Bellator世界フェザー級タイトルマッチ】                                                | 2022年10月1日  |
| ○    | AJ・マッキー                 | 5分5R終了 判定3-0                 | Bellator 277: McKee vs. Pitbull 2 【Bellator世界フェザー級タイトルマッチ】                                               | 2022年4月15日  |
| ×    | AJ・マッキー                 | 1R 1:57 ギロチンチョーク          | Bellator 263: Pitbull vs. McKee 【Bellator世界フェザー級タイトルマッチ/Bellatorフェザー級ワールドグランプリ決勝】        | 2021年7月31日  |
| ○    | エマニュエル・サンチェス     | 1R 3:35 ギロチンチョーク          | Bellator 255: Pitbull vs. Sanchez 2 【Bellator世界フェザー級タイトルマッチ/Bellatorフェザー級ワールドグランプリ準決勝】  | 2021年4月2日   |
| ○    | ペドロ・カルバーリョ         | 1R 2:10 KO（左フック）            | Bellator 252: Pitbull vs. Carvalho 【Bellator世界フェザー級タイトルマッチ/Bellatorフェザー級ワールドグランプリ準々決勝】 | 2020年11月12日 |
| ○    | フアン・アーチュレッタ       | 5分5R終了 判定3-0                 | Bellator 228: Pitbull vs. Archuleta 【Bellator世界フェザー級タイトルマッチ/Bellatorフェザー級ワールドグランプリ1回戦】   | 2019年9月28日  |
| ○    | マイケル・チャンドラー       | 1R 1:01 TKO（右フック→パウンド）  | Bellator 221: Chandler vs. Pitbull 【Bellator世界ライト級タイトルマッチ】                                                | 2019年5月11日  |
| ○    | エマニュエル・サンチェス     | 5分5R終了 判定3-0                 | Bellator 209: Pitbull vs. Sanchez 【Bellator世界フェザー級タイトルマッチ】                                               | 2018年11月15日 |
| ○    | ダニエル・ウェイチェル       | 5分5R終了 判定2-1                 | Bellator 203: Pitbull vs. Weichel 2 【Bellator世界フェザー級タイトルマッチ】                                             | 2018年7月14日  |
| ○    | ダニエル・ストラウス         | 2R 0:37 ギロチンチョーク          | Bellator 178: Straus vs. Pitbull 4 【Bellator世界フェザー級タイトルマッチ】                                              | 2017年4月21日  |
| ×    | ベンソン・ヘンダーソン       | 2R 2:26 TKO（右脚の負傷）         | Bellator 160: Henderson vs. Pitbull                                                                                      | 2016年8月26日  |
| ○    | ヘンリー・コラレス           | 2R 4:09 ギロチンチョーク          | Bellator 153: Koreshkov vs. Henderson                                                                                    | 2016年4月22日  |
| ×    | ダニエル・ストラウス         | 5分5R終了 判定0-3                 | Bellator 145: With a Vengeance 【Bellator世界フェザー級タイトルマッチ】                                                  | 2015年11月6日  |
| ○    | ダニエル・ウェイチェル       | 2R 0:32 KO（左フック）            | Bellator 138: Kimbo vs. Shamrock 【Bellator世界フェザー級タイトルマッチ】                                                | 2015年6月19日  |
| ○    | ダニエル・ストラウス         | 4R 4:49 リアネイキドチョーク      | Bellator 132: Pitbull vs. Straus 【Bellator世界フェザー級タイトルマッチ】                                                | 2015年1月16日  |
| ○    | パット・カラン               | 5分5R終了 判定3-0                 | Bellator 123 【Bellator世界フェザー級タイトルマッチ】                                                                    | 2014年9月5日   |
| ○    | ジャスティン・ウィルコックス | 1R 2:23 TKO（パウンド）           | Bellator 108 【フェザー級トーナメント 決勝】                                                                             | 2013年11月15日 |
| ○    | ファブリシオ・グェレーロ     | 5分3R終了 判定3-0                 | Bellator 103 【フェザー級トーナメント 準決勝】                                                                           | 2013年10月11日 |
| ○    | ディエゴ・ヌネス             | 1R 1:19 KO（左フック）            | Bellator 99 【フェザー級トーナメント 1回戦】                                                                             | 2013年9月13日  |
| ○    | ジャレッド・ダウニング       | 2R 0:54 TKO（スタンドパンチ連打） | Bellator 97 | 2013年7月31日  |
| ×    | パット・カラン               | 5分5R終了 判定1-2                 | Bellator 85 【Bellator世界フェザー級タイトルマッチ】                                                                     | 2013年1月17日  |
| ○    | ダニエル・ストラウス         | 5分3R終了 判定3-0                 | Bellator 45 【フェザー級トーナメント 決勝】                                                                              | 2011年5月21日  |
| ○    | ウィルソン・ヘイス           | 3R 3:29 KO（スタンドパンチ連打）  | Bellator 41 【フェザー級トーナメント 準決勝】                                                                            | 2011年4月16日  |
| ○    | ジョージ・カラカニヤン       | 3R 0:56 TKO（左フック→パウンド）  | Bellator 37 【フェザー級トーナメント 1回戦】                                                                             | 2011年3月19日  |
| ×    | ジョー・ウォーレン           | 5分3R終了 判定1-2                 | Bellator 23 【フェザー級トーナメント 決勝】                                                                              | 2010年6月24日  |
| ○    | ウィルソン・ヘイス           | 5分3R終了 判定3-0                 | Bellator 18 【フェザー級トーナメント 準決勝】                                                                            | 2010年5月13日  |
| ○    | ウィリアム・ロメロ           | 1R 2:01 ヒールフック              | Bellator 15 【フェザー級トーナメント 1回戦】                                                                             | 2010年4月22日  |
| ○    | ジョニー・イワサキ           | 2R 3:27 ギロチンチョーク          | Platinum Fight Brazil 2                                                                                                  | 2009年12月5日  |
| ○    | ヴィニシウス・ザーニ         | 1R 1:24 TKO（パンチ連打）         | Eagle Fighting Championship                                                                                              | 2009年9月26日  |
| ○    | ジョヴァニ・ジニス           | 1R 2:20 キムラロック              | Platinum Fight Brazil | 2009年8月13日  |
| ○    | グレリストン・サントス       | 1R 2:16 KO（跳び膝蹴り）          | Brazil Nordeste Combat                                                                                                   | 2009年4月2日   |
| ○    | フェルナンド・ビエイラ       | 5分3R終了 判定3-0                 | Leal Combat: Premium | 2008年6月5日   |
| ○    | パウロ・ダンタス             | 1R 2:21 ヒールフック              | Rino's FC 4 | 2007年9月27日  |
| ○    | ジャドソン・コスタ           | 1R 0:34 リアネイキドチョーク      | Leal Combat: Natal | 2007年7月5日   |
| ○    | ハファエル・シウバ           | 2R 3:05 アームバー                | Tridenium Combat | 2006年4月6日   |
| ○    | ジョアン・パウロ・ホドリゲス | 2R ギロチンチョーク               | Fight Ship Looking Boy 1                                                                                                 | 2005年9月8日   |
| ○    | タルシジオ・ジャルジム       | 2R KO（パンチ連打）               | Octagon Fight | 2005年2月24日  |
| ○    | マルロン・シウバ             | 5分3R終了 判定3-0                 | Brazilian Challenger 2                                                                                                   | 2004年10月21日 |
| ○    | アンドレ・ジダ               | 1R終了時 TKO（コーナーストップ）  | Desafio: Natal vs. Nordeste                                                                                              | 2004年3月9日   |

## 獲得タイトル
- Bellatorシーズン3 フェザー級トーナメント　準優勝（2010年）
- Bellatorシーズン4 フェザー級トーナメント 優勝（2011年）
- Bellatorシーズン9 フェザー級トーナメント 優勝（2013年）
- 第6代Bellator世界フェザー級王座（2014年）
- 第8代Bellator世界フェザー級王座（2017年）
- 第8代Bellator世界ライト級王座（2019年）
- Bellatorフェザー級ワールドグランプリ準優勝（2021年）
- 第10代Bellator世界フェザー級王座（2022年）

## 表彰
- ブラジリアン柔術 黒帯